# Дача Розенберга

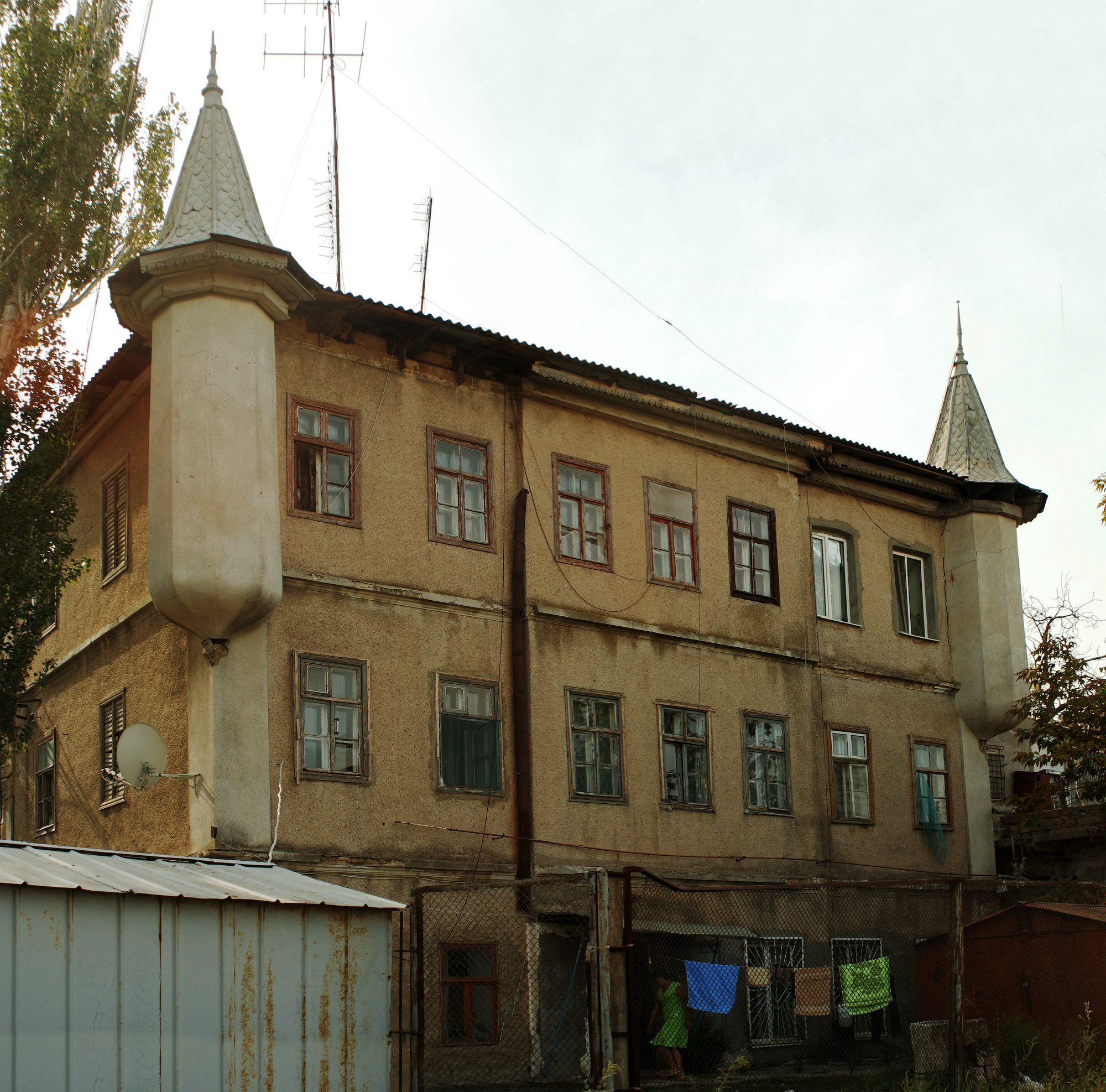
Санаторій «Аркадія»

Санато́рій «Арка́дія» (дача Розенберга) — приватний санаторій на узбережжі Куяльницького лиману, заснований до 1892 року. Зараз використовується як житловий будинок. Пам'ятка архітектури місцевого значення.

## Опис
Опис дачі Розенберга в путівнику за 1892 рік: «Дуже зручна для мешканців дача Розенберга, що складається з двох окремих будинків, з терасами, балконами, звідки відкривається чудовий вид на весь лиман. Квартири мебльовані, але є квартири для сімейних з кухнями».
На карті 1896 року показане розташування дачі Розенберга відносно грязелікарні на Куяльницькому лимані.

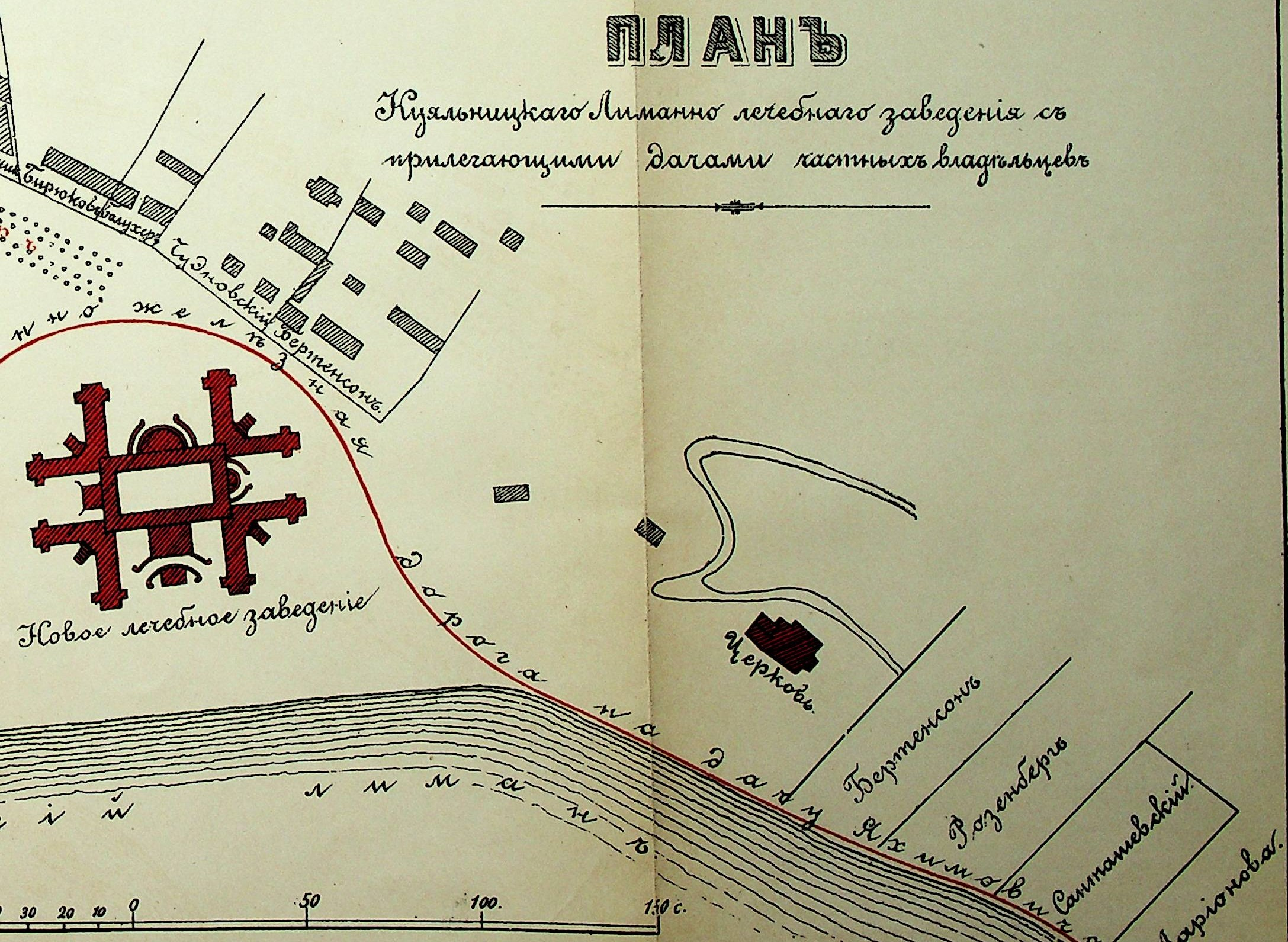
Карта дач Куяльницького лиману (частина). 1896 рік

## Галерея

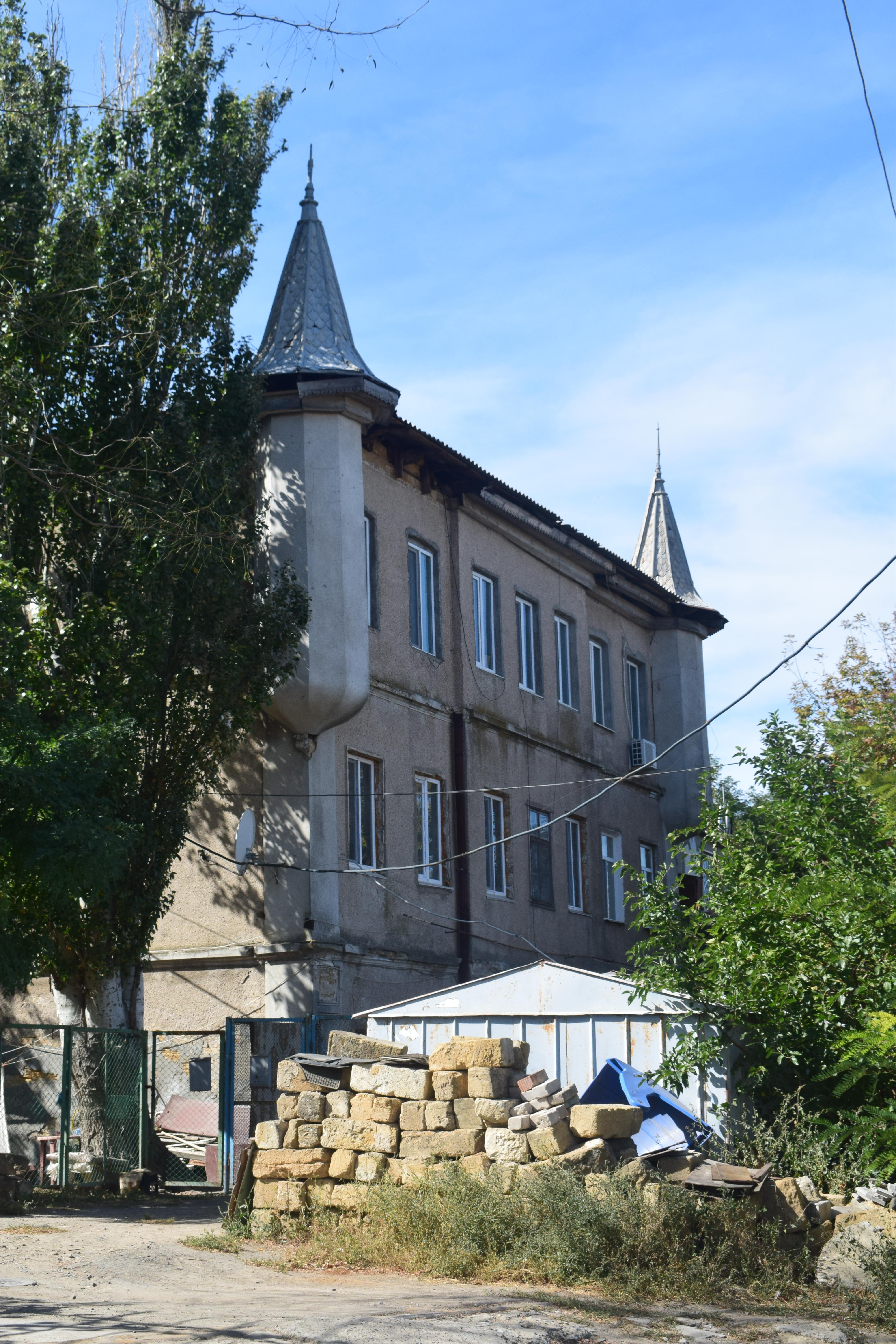
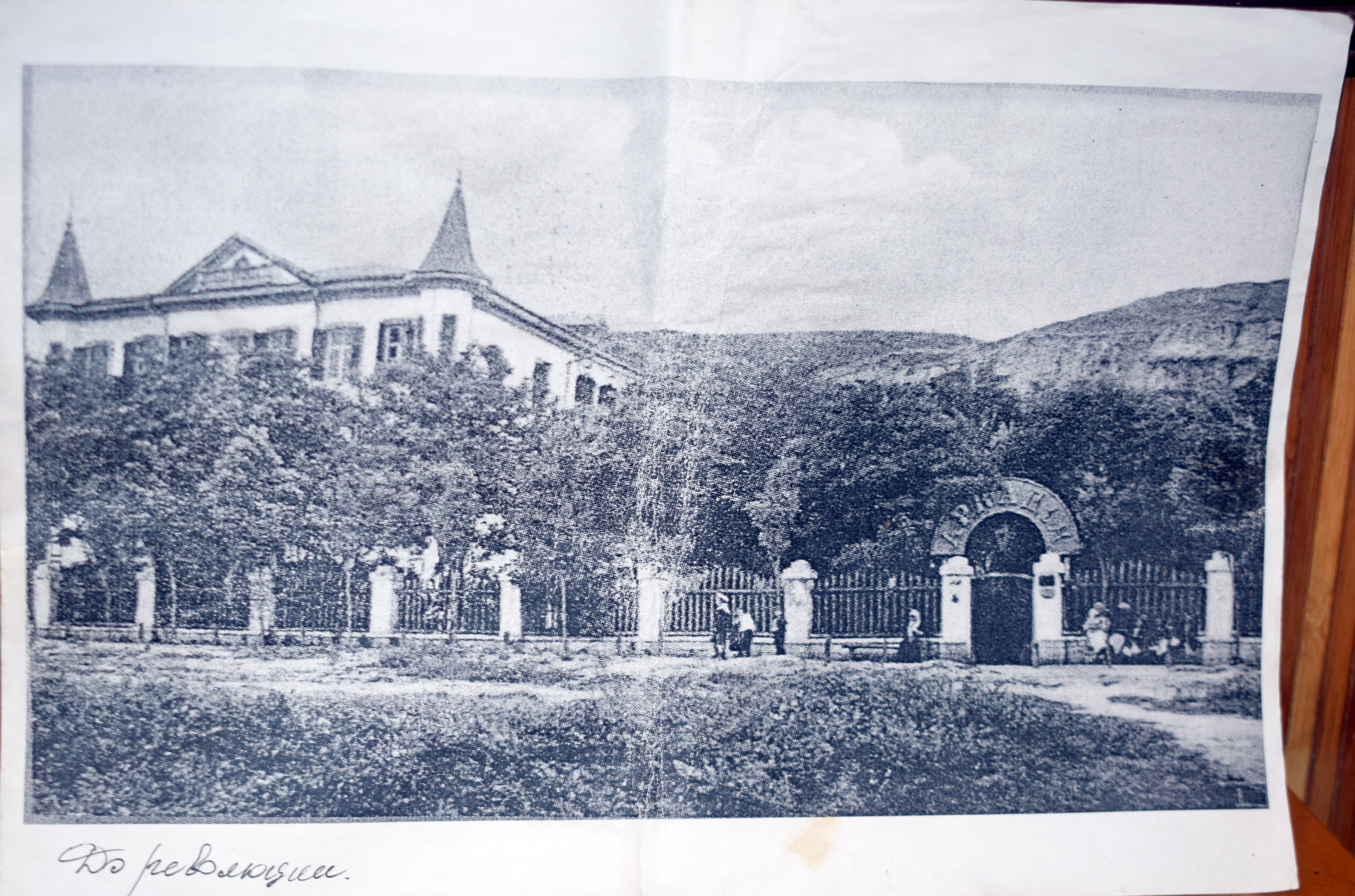
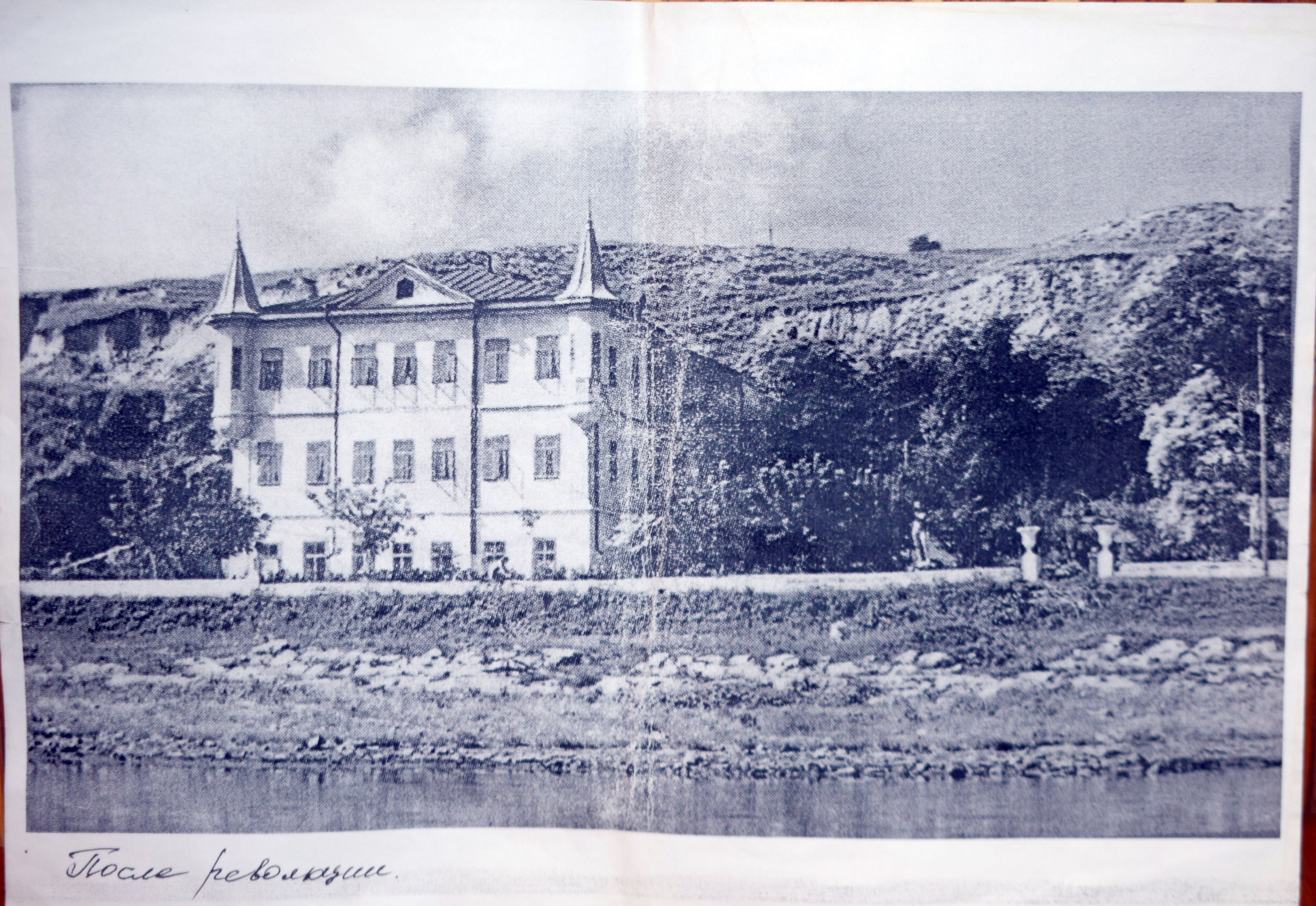